# Bazou
Bazou – miasto w Kamerunie, w Regionie Południowo-Zachodnim. Liczy około 13,3 tys. mieszkańców.